# Oncidium hydrophilum
O Oncidium hydrophilum  é uma espécie de orquídeas do gênero Oncidium, da subfamília Epidendroideae pertencente à  família das Orquidáceas. É nativa do Brasil e do Paraguai.

## Sinônimos
- Oncidium hydrophilum var. immaculatum L.C. Menezes (1991)
- Oncidium hydrophilum f. immaculatum (L.C. Menezes) Christenson (1996)
- Ampliglossum hydrophilum (Barb.Rodr.) Campacci (2006)
- Coppensia hydrophila (Barb.Rodr.) Campacci (2006)